# Roland Riebeling
Roland Riebeling (* 1978 in Essen) ist ein deutscher Schauspieler.

## Leben
Roland Riebeling wurde in Essen als Sohn eines Kfz-Mechanikers und einer Friseurin geboren, besuchte das Gymnasium an der Wolfskuhle in Essen-Steele und machte dort sein Abitur. Bereits in dieser Zeit spielte er in der Theatergruppe der Schule in Stücken wie Der Hauptmann von Köpenick und Warten auf Godot oder in dem Solo Der Kontrabass von Patrick Süskind.
Seinen Zivildienst leistete Riebeling in einer evangelischen Kirchengemeinde. Dort gab er Konfirmandenunterricht und war in der Obdachlosen- und Sozialberatung tätig. Seine Berufswünsche Lehrer für Latein und evangelische Religion oder Pfarrer unterstützend, erhielt er von der evangelischen Landeskirche ein Stipendium für ein Studium der Theologie oder Theaterwissenschaft. Parallel bewarb sich Riebeling 1998 an der Schauspielschule Bochum, wurde dort angenommen und schloss sein Studium 2001 mit dem Diplom ab.
In der Spielzeit 2000/01 war er am Schauspielhaus Bochum engagiert, es folgten Gastverträge am Schillertheater Nordrhein-Westfalen und dem Theater Oberhausen. Anschließend hatte Riebeling weitere Festengagements am Theater Bonn (2002 bis 2007) und dem Essener Grillo-Theater (2007 bis 2010). Von 2010 bis 2018 gehörte er wieder zum Ensemble des Schauspielhauses Bochum. Zudem war er bei den Bad Hersfelder Festspielen tätig, spielte an der renommierten Stadsschouwburg in Amsterdam, der Volksbühne Berlin und den Ruhrfestspielen Recklinghausen.
Zu den bekanntesten Rollen, die Riebeling bislang verkörperte, gehören der Mephisto in Goethes Faust, König Heinrich VI. in Richard III. von William Shakespeare, der Hofmarschall von Kalb in Kabale und Liebe von Friedrich Schiller, Lopachin in Tschechows Kirschgarten, der Sosias in Kleists Amphitryon, Malvolio in Was ihr Wollt, der Marquis von Posa in Don Carlos, der Estragon in Becketts Warten auf Godot, der Lehrer in Dürrenmatts Der Besuch der alten Dame oder die Titelfigur im Räuber Hotzenplotz nach den Romanen von Otfried Preußler. Darüber hinaus spielt Riebeling auch immer wieder die Rolle des Musikers in Süskinds Der Kontrabass.
Eine seiner ersten Arbeiten vor der Kamera war die Rolle eines Kaplans in dem mit mehreren Auszeichnungen und Nominierungen bedachten Film Ein Leben lang kurze Hosen tragen über den Serienmörder Jürgen Bartsch, der in San Francisco beim Lesbian & Gay Filmfestival die Auszeichnung als bestes Spielfilmdebüt gewann.
Einem breiten Fernsehpublikum wurde Roland Riebeling durch seine Mitwirkung in den Comedy-Formaten Mensch Markus und 3 – ein Viertel, jeweils an der Seite von Markus Maria Profitlich bekannt. 2004 und 2005 erhielt er dafür den Deutschen Comedy Preis. Daneben hatte er zwischen 2002 und 2004 in mehreren Folgen der Krimiserie Das Duo eine wiederkehrende Rolle, weiter spielte er u. a. in der Kinderserie Die Pfefferkörner und war Gastdarsteller bei der SOKO Köln und spielte im 2012 veröffentlichten Kurzfilm Carninchen von Ralph Ruthe mit. 
Seit 2018 ist er im Hauptcast des Kölner Tatort als Assistent Norbert Jütte der Kommissare Ballauf und Schenk zu sehen.
Internationale Aufmerksamkeit bekam seine Darstellung des alleinerziehenden Vaters in der mit dem Grimme-Preis und Deutschen Fernsehpreis ausgezeichneten Netflix-Serie How to sell drugs online (fast).
Roland Riebeling ist seit vielen Jahren als Dozent für Schauspiel an verschiedenen Schauspielschulen tätig, so in Hannover, an der Universität der Künste Berlin, in Salzburg und seit 2007 an der Folkwang Universität der Künste. Seit 2020 leitet er den Fachbereich Schauspiel im Studiengang Musical am Institut für Musik der Hochschule Osnabrück, wo er 2023 zum Professor für Schauspiel berufen wurde.
Neben seiner Tätigkeit als Sprecher in Hörbüchern und Hörspielen ist er auch als Regisseur tätig, so zum Beispiel am Theater Bonn, am Schauspielhaus Wuppertal und am Theater Osnabrück. Im Jahr 2022 erhielt er den Thespis Preis für die beste Regiearbeit 2021/22 am Schauspiel Bonn.
Riebeling nutzt seine Popularität, um verschiedene soziale Projekte zu unterstützen. So ist er Schirmherr von „Stop mutilation e. V.“, ein Verein, der sich gegen die Genitalbeschneidung junger Mädchen und Frauen richtet und Botschafter von KUKUK e.V, einem Verein, der kulturelle Teilhabe für alle Menschen fördert.
Seit 2025 ist Riebeling Teil des neugegründeten Bochumer Stadtensembles.
Roland Riebeling hat zwei Kinder und lebt mit seinem Ehemann in Bochum.

## Filmografie (Auswahl)
- 2002: Alarm für Cobra 11 – Die Autobahnpolizei (Fernsehserie, Folge Die Clique)
- 2002: Ein Leben lang kurze Hosen tragen
- 2002–2004: Das Duo → siehe Besetzung
- 2004: Die Rettungsflieger (Fernsehserie, Folge Falscher Verdacht)
- 2004: Die Pfefferkörner (Fernsehserie, Folge Vatertag)
- 2006–2007: Mensch Markus (ab Staffel 3)
- 2006: Der Liebeswunsch
- 2007: Tatort: Die Blume des Bösen
- 2007, 2025: SOKO Köln (Fernsehserie, verschiedene Rollen, 2 Folgen)
- 2008: 3 – ein Viertel
- 2010: Die Pfefferkörner (Fernsehserie, Folge Die Umweltsünderin)
- 2012: Der goldene Zweig (Kurzfilm)
- 2014: 14 – Tagebücher des Ersten Weltkriegs (Fernsehserie, 4 Folgen)
- 2014: Danni Lowinski (Fernsehserie, Folge Berührungsängste)
- 2015–2016: Matterns Revier (Fernsehserie, 8 Folgen)
- 2017: Großstadtrevier (Fernsehserie, Folge Dirks Sorgenkind)
- seit 2018: Tatort → siehe Ballauf und Schenk (Fernsehreihe)
- seit 2019: How to Sell Drugs Online (Fast) (Fernsehserie)
- 2021: Kroymann (Satiresendung, 1 Folge)
- 2021: Goldjungs
- 2022, 2023: WaPo Duisburg (Fernsehserie, 2 Folgen)
- seit 2022: Mord mit Aussicht (Fernsehserie)